# 楊夢袞
楊夢袞（1577年—1632年），字岱宗，晚年自號长白山樵，山東濟南府青城縣人，明朝政治人物。

## 生平
万历四十六年（1618年）戊午科山东乡试举人，四十七年（1619年）联捷己未科進士，考选翰林院庶吉士，四十八年庚申丁母忧归。天啓三年起复，赴京师，四年正月授兵科给事中，监督三大殿工程，五年九月以门工成加恩，赐银币，加升二级，加太常寺少卿，照旧管事。十一月升太仆寺卿，仍管兵科给事中事，照旧监察工程。六年十月加升工部尚书，七年五月中极殿升金梁，命工部尚书杨梦衮迎于广渠门，各行礼。八月以宁锦功，升一级，荫一子入监读书，赏银四十两、大红紵丝二表里，加太子太保，照旧管事。又以殿工，加少保兼太子太保，荫一子中书舍人，赏银五十两、大红紵丝三表里。崇祯即位，连疏乞假，不允，十二月被免官。二年被削籍，列逆案名单第五等，罪名是“交结近侍又次等”。崇祯五年卒。妻王氏，赠一品夫人，六子皆殇，只二女，一适范、一适韩。

## 家族
曾祖楊廷相，正德十二年己卯举人，授汉中府通判，后升奉政大夫怀庆府同知。祖父楊永祉。父楊餘慶，增廣生。